# Akiko Ebi
Akiko Ebi (海老 彰子, Ebi Akiko), née le 7 juillet 1953 à Osaka, est une pianiste française d'origine japonaise.

## Biographie
Akiko Ebi a étudié à l'Université des Arts de Tokyo, et a obtenu le prix de piano de la 41e édition du Music Competition of Japan. Sa carrière internationale a commencé après son second prix au Concours international Marguerite-Long-Jacques-Thibaud à Paris en 1975. Elle a continué ses études avec Aldo Ciccolini au Conservatoire de Paris. En 1980, elle a obtenu le cinquième prix du Concours international de piano Frédéric-Chopin, lors duquel Martha Argerich, qui était membre du jury, a remarqué son talent et est devenue sa conseillère. Akiko Ebi a continué à se former également auprès de Vlado Perlemuter et de Louis Kentner.
La carrière internationale d'Ebi s'est poursuivie avec des concerts aux quatre coins de la planète, ainsi que des tournées annuelles au Japon, et des participations aux festivals internationaux de musique tels que le Festival de La Roque-d'Anthéron en France, le Festival international Echternach au Luxembourg, ou La Folle Journée en France. Elle fait partie des grandes pianistes internationales actuelles.

## Enregistrements
Ebi a enregistré des œuvres de Chopin, Brahms, Liszt, Franck ou autres. Parmi ses plus notables enregistrements on trouve deux disques de "Musique d'Hikari Ōe" renfermant des œuvres du compositeur autiste japonais Hikari Ōe.

## Récompenses
- 1975 - second prix du 16e Concours Long-Thibaud
- 1980 - cinquième prix (le quatrième n'a pas été attribué) du 10e Concours international de piano Frédéric-Chopin
- 1981 - Leeds International Piano Competition
- 1993 - Chevalier des Arts et des Lettres[1]
- 2002 - Japanese Exxon-Mobile Music Prize[1]